# 均衡速度
均衡速度（きんこうそくど）は、鉄道において動力車の駆動力がその速度での列車抵抗と釣り合い、加速0になった時点の速度。

## 概要
モーターやエンジンなどを最大出力にして加速しようとしても、駆動力がその速度での走行抵抗と釣り合って、速度がこれ以上に上がらなくなった時点（加速0）の速度を言う。鉄道では線路等との関係上、平坦線であっても車両性能の最高速度（許容最高速度）が均衡速度とは必ずしも一致しない。
蒸気機関車の場合は、ピストンの往復可能回数が機構的に限界がある為、動輪径の大きさ従って、最高速度が制限されている。
電気車の場合は、直流直巻電動機や直流複巻電動機などの整流子がある電動機は、整流子の強度と歯車比や車輪径によって最高速度が制限されている。
また、曲線線路でのカントにおいて、斜面の内側に車体を倒そうとする力とその速度での遠心力が吊り合う走行速度のことも均衡速度ということがある。

## 平坦線均衡速度
鉄道における、平坦線（0‰勾配）を走る場合の均衡速度。
鉄道の最高速度#平坦線均衡速度の項も参照。